# FBC Melgar
Foot Ball Club Melgar, även FBC Melgar alternativt enbart Melgar, är en fotbollsklubb från Arequipa i Peru. Klubben grundades den 25 mars 1915 och spelar sina hemmamatcher på Estadio Monumental Virgen de Chapi.